# San Fernando (Pampanga)
San Fernando es una ciudad de segunda clase, capital de la provincia de la Pampanga y de la región de Luzón Central. Es conocida como la “Capital de las Navidades de Filipinas”. También es muy conocido su festival anual de los faroles chinos que se celebra en diciembre.
Según el censo del 2000, cuenta con una población de 221.857 habitantes en 43.649 hogares. Está situada a 67 kilómetros al norte de Manila, a 50 kilómetros de la bahía de Súbic y a 16 kilómetros de la ciudad de Ángeles. Es un cruce de camino de la región central de Luzón. La ciudad debe su nombre a Fernando III el Santo, rey de Castilla y León y santo «Athleta Christi» proclamado por Gregorio IX e Inocencio IV, patrono hispano de reyes y numerosas ciudades e instituciones españolas y que guardan nexos históricos con ésta, por eso la fiesta patronal es el 30 de mayo.

## Barangayes
San Fernando está administrativamente subdividida en 36 barangayes.
- Baliti
- Bulaon
- Calulut

- De la Paz Norte
- De la Paz Sur
- Del Carmen
- Del Pilar
- Del Rosario
- Dolores
- Juliana
- Lara
- Lourdes

- Maimpis
- Malino
- Malpitic
- Pandaras
- Panipuan
- Pulung Bulo
- Santo Rosario (Pob.)
- Quebiauan
- Saguin
- San Agustín

- San Felipe
- San Isidro
- San José
- San Juan
- San Nicolás
- San Pedro Cutud
- Santa Lucía
- Santa Teresita
- Santo Niño
- Sindalan
- Telabastagan